# Muzeul „Farul Sulinei”

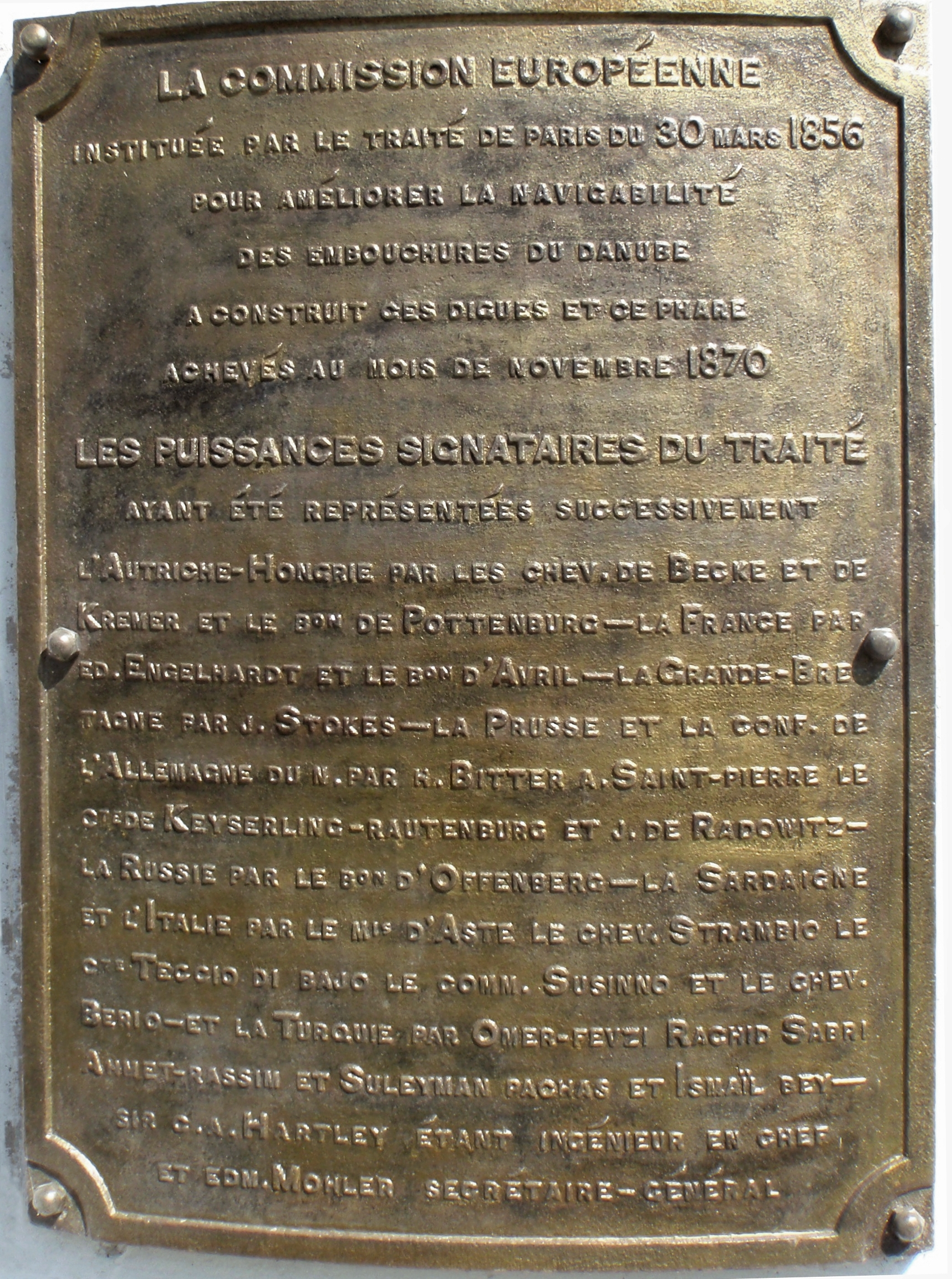
Farul Sulinei - placă pe zidul exterior

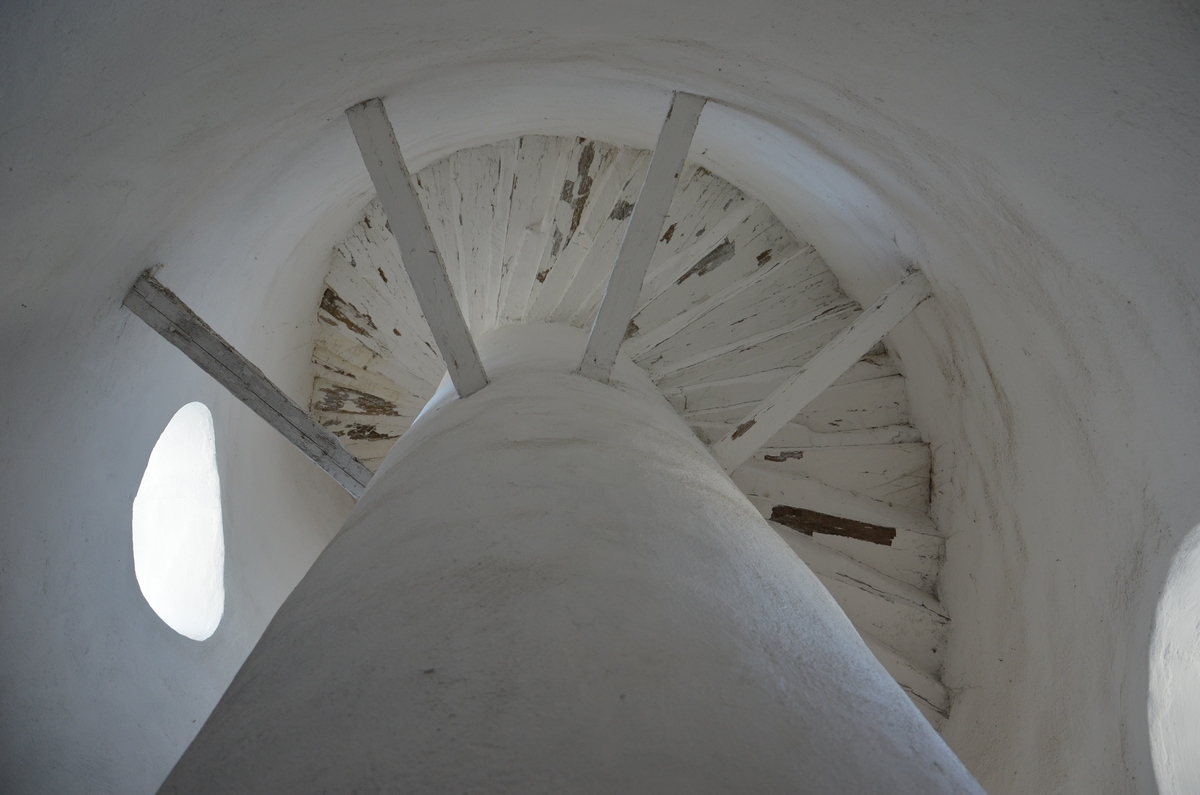
Farul Sulinei - scara interioară

Muzeul „Farul Sulinei” este un muzeu județean din Sulina, amplasat în Str. II nr. 15; adresa de corespondență - ICEM Tulcea, Muzeul Farul Sulinei, 820009, Tulcea, Str. 14 Noiembrie nr. 1 bis. Intrat în anul 2003 în administrația ICEM Tulcea, Farul Mare de la Sulina a fost transformat în muzeu. 
Specialiștii Muzeului de Istorie și Arheologie din Tulcea, în subordinea căruia se află obiectivul muzeal, au amenajat cele două săli aflate la parterul clădirii, una dintre ele fiind dedicată lui Jean Bart, personalitate care la începutul secolului al XX-lea a îndeplinit la Sulina funcția de comisar maritim, iar cea de-a doua Comisiune Europeană a Dunării (CED), organism internațional care a transformat mica așezare pescărească de la începutul secolul al XIX-lea într-un important oraș port cu o economie înfloritoare.  
Așa cum o arată și numele, muzeul a fost organizat într-un far, construit de către autoritățile otomane  între 1869 - 1870 în apropierea punctului în care, la acea vreme, se vărsa Dunărea în Marea Neagră și preluat ulterior de către Comisiunea Europeană a Dunării în 1879, se află astăzi la 1,5 km de țărmul mării.
Se pare că proiectul a fost elaborat de M. Engelhardt, de profesiune medic, colaborator din afara Serviciului Tehnic al CED, proiect însușit sub conducerea lui Sir Charles A. Hartley. De-a lungul vremii, construcția a suferit unele modificări de aspect exterior și interior, fără să-i fie afectată structura de rezistență inițială. 
După anul 1989, Farul Mare de la Sulina a fost restaurat de Ministerul Culturii și Cultelor, iar din anul 2003 a intrat în administrația ICEM Tulcea. Clădirea are valoare istorică și a fost inclus pe Lista monumentelor istorice din 2004. 
Construcția, de formă tronconică, din cărămidă  legată cu mortar de var, cu o înălțime de 17,34 m, dispune la parter de două încăperi mari, amenajate muzeal, spațiul de expunere fiind de 70 mp. Camerele construite în jurul Farului, în număr de șapte, care foloseau ca locuințe pentru personal și depozite pentru materialele necesare funcționării farului, sunt folosite în prezent ca anexe ale muzeului. De asemenea, curtea interioară dă o notă aparte obiectivului muzeal. Exponatele din Muzeul Farul Sulinei fac parte din colecția de istorie modernă și contemporană a Muzeului de Istorie și Arheologie. Se remarcă piesele de mobilier care au aparținut scriitorului Jean Bart și fotografiile de familie ale acestuia, colecția de arme din secolele XVIII - XX, medaliile, documentele, hărțile și fotografiile privind activitatea Comisiunii Europene a Dunării.
Farul este încă funcțional, fasciculele de lumină fiind vizibile de la 20 de mile marine. Pe timp de ceață, sunetul sirenei farului poate fi auzit și de la Costinești.
Clădirea ce găzduiește muzeul este monument istoric, având codul TL-II-m-A-06023.